# Пападопулос, Авраам
Авраа́м Пападо́пулос (греч. Αβραάμ Παπαδόπουλος; 3 декабря 1984, Мельбурн, Австралия) — греческий футболист, игравший на позиции защитника. Выступал за сборную Греции.

## Биография

### Клубная карьера
В 2002 году в возрасте 18 лет попал в греческий «Арис» из Салоники. Вместе с командой дважды играл в финале Кубка Греции в 2005 году «Арис» проиграл «Олимпиакосу» (3:0), и в 2008 году также «Арис» проиграла «Олимпиакосу» (2:0). В 2008 году был номинирован на звание лучший игрок Греции, но выиграл Димитрис Салпингидис. В 2008 году игроком интересовались киевское «Динамо», донецкий «Шахтёр» и питерский «Зенит». После окончания сезона 2007/08 Авраам не стал продлевать контракт с «Арисом».
В июле 2008 года перешёл в «Олимпиакос» из города Пирей за 2,5 млн евро.

### Карьера в сборной
В молодёжной сборной Греции провёл 18 матчей и забил 2 гола. Впервые в национальную сборную Греции был вызван тренером Отто Рехагелем 1 февраля 2008 года. В сборной дебютировал 5 февраля 2008 года в матче против Чехии.

## Достижения
- Чемпион Греции (4): 2010/11, 2011/12, 2012/13, 2013/14
- Обладатель Кубка Греции (2): 2011/12, 2012/13
- Игрок года Чемпионата Греции: 2010/2011